# Yukarıdinek, Şarkikaraağaç
Yukarıdinek là một xã thuộc huyện Şarkikaraağaç, tỉnh Isparta, Thổ Nhĩ Kỳ. Dân số thời điểm năm 2011 là 565 người.